# Урнебес салата
Урнебес салата је прилог уз јела, најчешће месо, типичан за јужну Србију. Прави се од љуте паприке, белог сира, соли и других зачина. У јужној Србији, одакле потиче, додаје се сува, млевена паприка која салати даје црвенију боју. Љутина салате зависи од паприке. Понекад има и белог лука. Урнебес салата је добар прилог јелима са роштиља.